# Hyperkonjugace

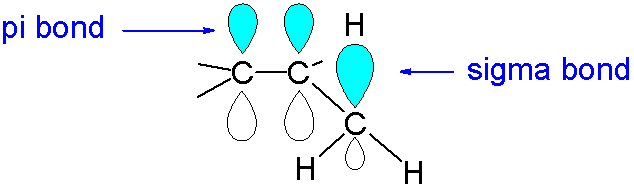
Hyperkonjugace

Hyperkonjugace nastává při spojení alkylových skupin s násobnou vazbou. σ-vazby se mohou částečně chovat jako volné elektronové páry, které se konjugují se sousední vazbou π. Dochází ke zkrácení jednoduché vazby C-C v sousedství násobné vazby, tím se zvýší energie a stabilita jednoduché vazby. Velikost hyperkonjugace roste s počtem vodíku na uhlíku vedle násobné vazby.

## Vliv na chemické vlastnosti
Hyperkonjugace ovlivňuje několik důležitých vlastností:

- Vazebná délka: Hyperkonjugace je jedním z klíčových faktorů odpovědných za zkrácení vazby σ. Například vazba C-C v buta-1,3-dienu má délku 146 pm, což je podstatně méně než 154 pm u nasycených uhlovodíků.
- Dipólový moment: Velký nárůst dipólového momentu 1,1,1-trichlorethanu ve srovnání s chloroformem lze vysvětlit hyperkonjugací.
- Slučovací teplo hyperkonjugovaných molekul je vyšší než součet vazebných energií a hydrogenační teplo vztažené na jednu dvojnou vazbu je nižší než hydrogenační teplo ethenu.
- Stabilitu karbokationtů:

(CH3)3C+ > (CH3)2CH+ > (CH3)CH2+ > CH3+